# SN 1604

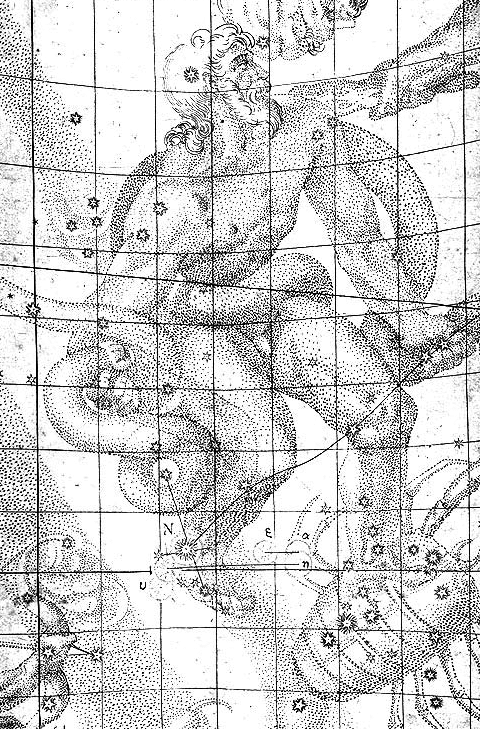
「新星」の位置を「N」で示して（上から8つ目、左から4つ目のマス）描かれたヨハネス・ケプラー自身の手になる絵画

SN 1604すなわち超新星1604（ケプラーの超新星あるいはケプラーの星あるいはケプラーの新星とも呼ばれる）は、へびつかい座に現れた銀河系内の超新星である。SN1604は、地球から6キロパーセクすなわち約20,000光年以内で起こり、2020年現在、銀河系内で観測された最後の超新星爆発である。18か月にわたって肉眼で見ることができ、絶頂期には、みかけの等級が−3等で、夜空で他のどの恒星より、また金星を除く他のすべての惑星より明るかった。この超新星は、Ia型のものであった。
SN 1604は、1604年10月9日に初めて観測された。ドイツの天文学者ヨハネス・ケプラーは、10月17日に初めてこの超新星を見つけた。ケプラーがこの超新星を詳しく研究したので、この超新星はその後彼にちなんで呼ばれた。この主題についての彼の本は『De Stella nova in pede Serpentarii』（へびつかいの足の新星について）と題された。
SN 1604は、（ティコ・ブラーエによってカシオペヤ座に認められたSN 1572に続き）1世代の間に観測された2つ目の超新星であった。銀河系の外では他に多くの超新星が見られたが、SN 1604以来、銀河系内で確実に超新星爆発として観測されたものはない。ただし、超新星の発生率から、これ以降に10回前後の観測されなかった超新星があったと推測されている。その1つは1870年頃に起こり、G1.9+0.3超新星残骸のみが後に発見されている。
SN 1604を原因とする超新星残骸は、その種の天体の中で「原始的な」ものの一つと考えられており、今も天文学で多くの研究がなされている天体である。